# کنترل پیش‌بینانه مدل
کنترل پیش‌بین مدل (Model Predictive Control یا MPC) نوعی کنترل پیشرفته فرایند است که از دهه ۱۹۸۰ در صنایع فرایند، صنایع شیمیایی و پالایشگاه‌های نفت به کار می‌رود. در سالهای اخیر کنترل پیش بین در مدل‌های بالانس سیستم‌های قدرت نیز به کار رفته‌است. کنترل‌کننده‌های پیش بین مبتنی بر مدل‌های دینامیکی فرایند، عمدتاً مدل‌های خطی تجربی، است که با شناسایی سیستم به دست آمده‌اند. مهمترین مزیت MPC آن است که امکان بهینه‌سازی تایم اسلات جاری را با در نظر گرفتن تایم اسلاتهای آینده می‌دهد. این کار با بهینه‌سازی یک افق زمانی محدود اما اجرای آن تنها در تایم اسلات جاری انجام می‌گیرد. MPC توانایی پیش‌بینی رخدادهای آینده و اتخاذ اعمال کنترلی متناسب با آن را دارد. کنترل‌کننده‌های PID و LQR توانایی پیش‌بینی را ندارند. MPC نوعی کنترل دیجیتال است.

## برداشت کلی
مدلهای به کاررفته در MPC معمولاً مدلهایی برای نشان دادن رفتار یک سیستم دینامیکی پیچیده هستند. الگوریتم کنترل پیش بین پیچیدگی سیستم را افزایش می‌دهد و برای کنترل سیستم‌های ساده که اغلب با کنترل‌کننده‌های PID به خوبی کنترل می‌شوند لازم نیست. از مشخصه‌های دینامیکی رایجی که برای کنترل‌کننده‌های PID مشکل هستند می‌توان از تأخیرهای زمانی طولانی و دینامیکهای مرتبه بالا نام برد.
مدلهای MPC تغییرات متغیرهای وابسته را که نتیجه تغییرات متغیرهای نابسته هستند پیش‌بینی می‌کنند. در یک فرایند شیمیایی متغیرهای نابسته‌ای که می‌توان با کنترلر تغییر داد اغلب یا نقاط تنظیم (set point) کنترل‌کننده‌های PID رگولاتوری (فشار، فلو، دما…) هستند یا عنصر کنترلی نهایی (ولو، دمپر…). متغیرهای نابسته‌ای که نمی‌توان با کنترل‌کننده تنظیم کرد به عنوان اغتشاش به کار می‌روند. متغیرهای وابسته در این فرایندها دیگر اندازه‌گیریهایی هستند که یا اهداف کنترلی را نشان می‌دهند یا محدودیتهای کنترلی.
MPC با استفاده از اندازه‌گیریهای فعلی از سیستم تحت کنترل، حالت دینامیکی فعلی فرایند، مدل‌های MPC و اهداف و محدودیتهای متغیر فرایند، تغییرات آتی متغیرهای وابسته را محاسبه می‌کند. این تغییرات به گونه‌ای محاسبه می‌شوند که متغیرهای وابسته نزدیک به هدف بمانند و محدودیتها روی متغیرهای نابسته و وابسته رعایت شود. معمولاً MPC تنها اولین تغییر در هر متغیر نابسته را برای اجرا می‌فرستد و محاسبه را برای تغییر بعدی تکرار می‌کند.
با وجود آنکه بسیاری از فرایندهای واقعی خطی نیستند اغلب می‌توان آن‌ها را در بازه کوچکی خطی در نظر گرفت. روشهای MPC خطی در بیشتر کاربردها با مکانیسم فیدبک به کار می‌روند که خطاهای پیش‌بینی ناشی از عدم تطبیق بین مدل و فرایند را جبران می‌کند. در کنترل‌کننده‌های پیش بین که تنها از مدل‌های خطی تشکیل می‌شوند اصل برهم نهی (جمع آثار) جبر خطی امکان می‌دهد اثر تغییرات متغیرهای نابسته چندگانه برای پیش‌بینی پاسخ متغیر وابسته با هم جمع شوند. با این کار مسئله کنترلی به یک سری محاسبات جبری ماتریسی مستقیم ساده می‌شود که سریع و مقاوم هستند.
هنگامی که مدل‌های خطی به اندازه کافی برای نشان دادن غیرخطی بودن واقعی مدل دقیق نیستند از روشهای گوناگونی می‌توان استفاده کرد. در برخی موارد می‌توان از تغییر متغیرهای فرایند پیش و/یا پس از مدل خطی برای کاهش غیر خطی بودن استفاده کرد. فرایند را می‌توان با MPC غیر خطی که مستقیماً از مدل غیر خطی استفاده می‌کند کنترل کرد. مدل غیر خطی می‌تواند به شکل یک برازش منحنی تجربی (مانند شبکه‌های عصبی مصنوعی) یا یک مدل دینامیکی دقیق بر مبنای توازن بنیادی جرم و انر‍ژی باشد. مدل غیر خطی را می توا ن برای به دست آوردن فیلتر کالمن یا استفاده از آن در MPC خطی، خطی سازی کرد.